# Langenbrombach
Langenbrombach (odenwälderisch Langenbromisch, auch Langebromisch), auch Langen-Brombach, ist ein Ortsteil der Gemeinde Brombachtal im südhessischen Odenwaldkreis.

## Geografische Lage
Langenbrombach liegt als einziger Ortsteil direkt an der Brombach, der für die Gemeinde Brombachtal namensgebend war. Die Ortslage erstreckt sich zu beiden Seiten des Bachlaufs auf über drei Kilometer Länge. Diese Ausdehnung macht den Namen Langenbrombach aus sich heraus verständlich. Von Norden kommend münden innerörtlich der Dorfbach und der Hembach in den Brombach ein.

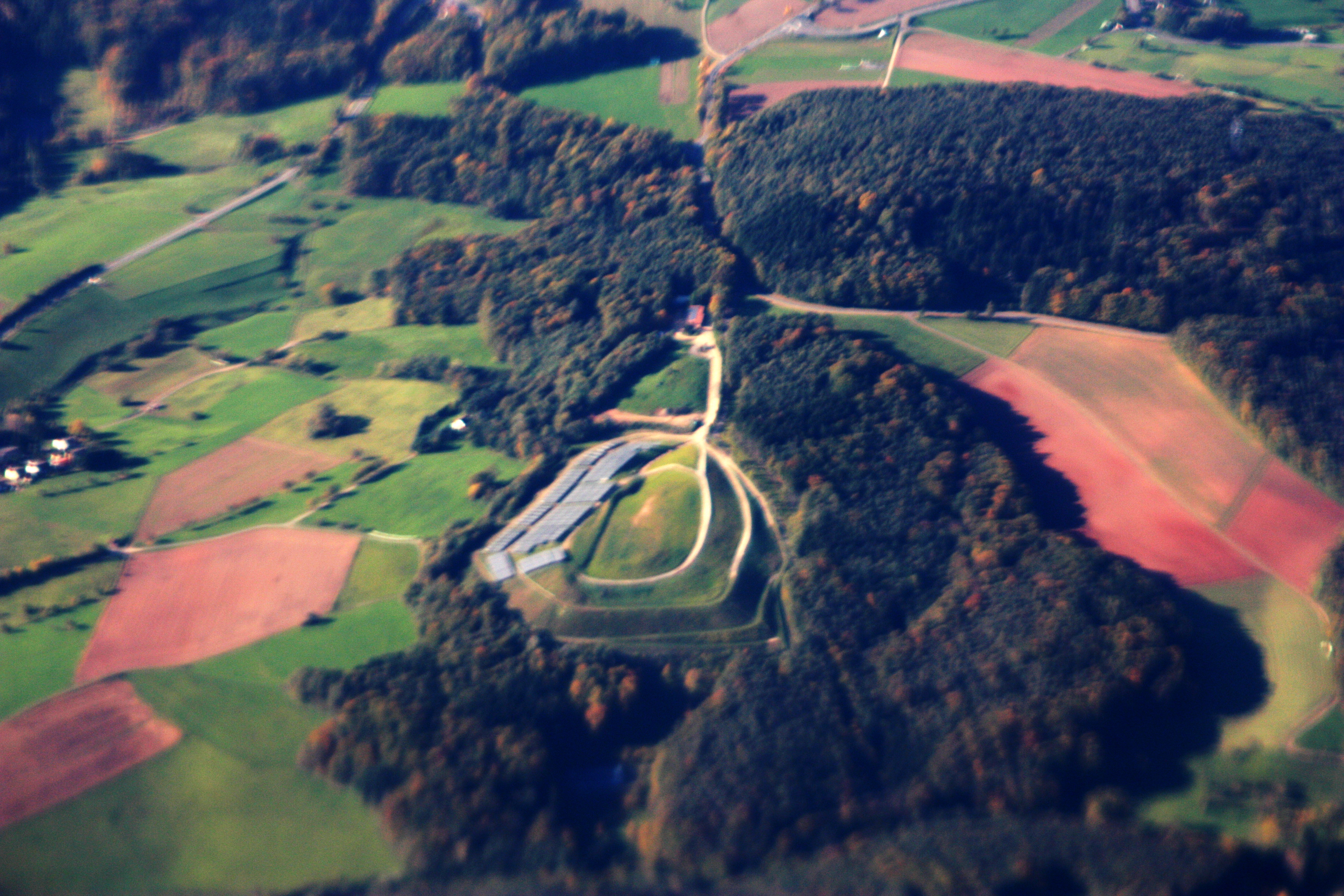
Solaranlage auf der ehemaligen Mülldeponie, Oktober 2010

Die Gemarkung erstreckt sich in Ost-West-Richtung auf über fünf Kilometer Länge vom Mümlingtal bis zur Wasserscheide der Gersprenz und wird überwiegend landwirtschaftlich, insbesondere durch eine Vielzahl an Reithöfen, genutzt. Größere Waldflächen finden sich nur im Ostteil um die Bergrücken von Steinert (304 Meter) und Eichels (335 Meter), wo steile Hänge hinunter in die Talaue der Mümling (180 Meter) reichen.
Oberhalb von Langenbrombach in der Nähe der Wasserscheide lag die Zentraldeponie des Müllabfuhr-Zweckverbands Odenwald (MZVO). Auf dem Gelände wurden Anlagen zur Gewinnung von Solarenergie installiert.

## Geschichte
Das Bestehen des Ortes ist unter dem Namen Langenbronbach seit 1359 urkundlich bezeugt.
Im 16. Jahrhundert gehörte Langen-Brombach zunächst Fürstenauer Seits zur Mutterkirche von Ober-Mossau, Langen-Brombach Breuberger Seits zum Kirchspiel von Kirchbrombach. 1557 kam Langen-Brombach Fürstenauer Seits nach Aufhebung der Pfarrei Ober-Mossau an Michelstadt.
Die territoriale Zugehörigkeit Langenbrombachs war verschachtelt. Es handelte sich um ein Kondominat zwischen den Grafen von Erbach-Fürstenau einerseits und dem ebenfalls als Kondominat organisierten Amt Breuberg. Das Kondominat über letzteres teilten sich die Grafen von Erbach-Schönberg und die Fürsten von Löwenstein-Wertheim. Nachdem sich der Staat und die Standesherren darüber geeinigt hatten, konnte Langenbrombach 1822 in den Landratsbezirk Erbach eingegliedert werden. Ab 1852 gehörte es zum Kreis Erbach (ab 1939: „Landkreis Erbach“), der – mit leichten Grenzberichtigungen – seit 1972 Odenwaldkreis heißt. Nach 1822 nahm die erstinstanzliche Rechtsprechung für Langenbrombach das Landgericht Michelstadt wahr, ab 1879 das Amtsgericht Michelstadt.
Die Gemeinde Langen-Brombach entstand am 1. Mai 1949 durch Zusammenschluss der bis dahin selbständigen Gemeinden Langen-Brombach Fürstenauer Seits und Langen-Brombach  Breuberger Seits, die durch den Brombach voneinander geschieden waren. Die Breuberger Seite lag nördlich des Bachs und war sowohl einwohner- als auch flächenmäßig der größere der beiden Teilorte. 
Hessische Gebietsreform (1970–1977)
Am 1. Oktober 1971 fusionierte die Gemeinde Langen-Brombach im Zuge der Gebietsreform in Hessen freiwillig mit vier Nachbargemeinden zur neuen Gemeinde Brombachtal.
Die Gemeinde verzichtete wie Kirchbrombach darauf einen Ortsbezirk mit Ortsbeirat einzurichten.

## Bevölkerung
Einwohnerstruktur 2011
Nach den Erhebungen des Zensus 2011 lebten am Stichtag dem 9. Mai 2011 in Langenbrombach 1362 Einwohner. Darunter waren 75 (13,2 %) Ausländer.
Nach dem Lebensalter waren 225 Einwohner unter 18 Jahren, 552 waren zwischen 18 und 49, 321 zwischen 50 und 64 und 267 Einwohner waren älter.
Die Einwohner lebten in 567 Haushalten. Davon waren 147 Singlehaushalte, 177 Paare ohne Kinder und 189 Paare mit Kindern, sowie 42 Alleinerziehende und 12 Wohngemeinschaften. In 108 Haushalten lebten ausschließlich Senioren und in 369 Haushaltungen leben keine Senioren.
1961 wurden 659 evangelische  (89,90 %) und 51 katholische (6,96 %) Christen gezählt.
Einwohnerentwicklung
- 1730: 28 wehrfähige Männer und 2 Beisassen (Langen-Brombach, Breuberger Seite)
- 1829: 557 Einwohner (Breuberger Seite), 106 (Fürstenauer Seite)

| Langenbrombach: Einwohnerzahlen von 1829 bis 2020 | Langenbrombach: Einwohnerzahlen von 1829 bis 2020 | Langenbrombach: Einwohnerzahlen von 1829 bis 2020 | Langenbrombach: Einwohnerzahlen von 1829 bis 2020 | Langenbrombach: Einwohnerzahlen von 1829 bis 2020 |
| --- | ------------------------------------------------- | ------------------------------------------------- | ------------------------------------------------- | ------------------------------------------------- |
| Jahr |                                                   |                                                   |                                                   | Einwohner                                         |
| 1829 | 1829                                              |                                                   | 663                                               | 663                                               |
| 1834 | 1834                                              |                                                   | 653                                               | 653                                               |
| 1840 | 1840                                              |                                                   | 691                                               | 691                                               |
| 1846 | 1846                                              |                                                   | 716                                               | 716                                               |
| 1852 | 1852                                              |                                                   | 748                                               | 748                                               |
| 1858 | 1858                                              |                                                   | 653                                               | 653                                               |
| 1864 | 1864                                              |                                                   | 693                                               | 693                                               |
| 1871 | 1871                                              |                                                   | 699                                               | 699                                               |
| 1875 | 1875                                              |                                                   | 681                                               | 681                                               |
| 1885 | 1885                                              |                                                   | 712                                               | 712                                               |
| 1895 | 1895                                              |                                                   | 687                                               | 687                                               |
| 1905 | 1905                                              |                                                   | 711                                               | 711                                               |
| 1910 | 1910                                              |                                                   | 702                                               | 702                                               |
| 1925 | 1925                                              |                                                   | 691                                               | 691                                               |
| 1939 | 1939                                              |                                                   | 671                                               | 671                                               |
| 1946 | 1946                                              |                                                   | 874                                               | 874                                               |
| 1950 | 1950                                              |                                                   | 852                                               | 852                                               |
| 1956 | 1956                                              |                                                   | 739                                               | 739                                               |
| 1961 | 1961                                              |                                                   | 733                                               | 733                                               |
| 1967 | 1967                                              |                                                   | 864                                               | 864                                               |
| 1970 | 1970                                              |                                                   | 874                                               | 874                                               |
| 1980 | 1980                                              |                                                   | ?                                                 | ?                                                 |
| 1990 | 1990                                              |                                                   | ?                                                 | ?                                                 |
| 2000 | 2000                                              |                                                   | ?                                                 | ?                                                 |
| 2011 | 2011                                              |                                                   | 1.362                                             | 1.362                                             |
| 2020 | 2020                                              |                                                   | 1.412                                             | 1.412                                             |
| Datenquelle: Historisches Gemeindeverzeichnis für Hessen: Die Bevölkerung der Gemeinden 1834 bis 1967. Wiesbaden: Hessisches Statistisches Landesamt, 1968. Weitere Quellen: LAGIS; Zensus 2011 |                                                   |                                                   |                                                   |                                                   |

## Kultur und Sehenswürdigkeiten

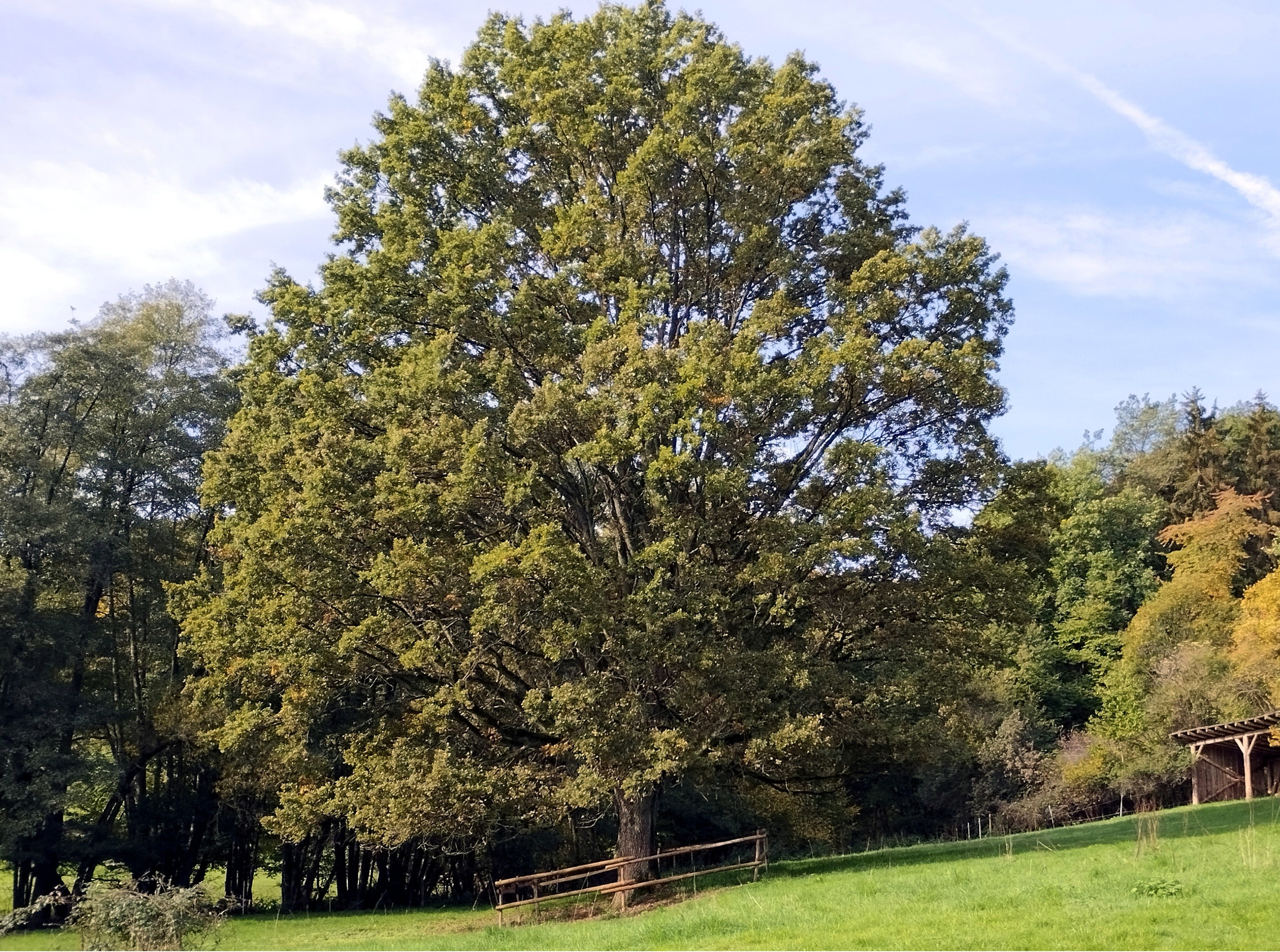
Naturdenkmal „Eiche in Langenbrombach“

### Bauwerke
Das ehemalige Schulhaus von 1833, ein zweigeschossiger Sandsteinbau, jetzt zu Wohnzwecken umgebaut und als Standesamt genutzt, sowie sechs alte Fachwerkhäuser stehen unter Denkmalschutz und sind in der Liste der Kulturdenkmäler in Brombachtal verzeichnet.
Im Jahr 2018 wurde im unteren Tal auf der südlichen Anhöhe eine "XXL-Bank" geschaffen.

### Musik und regelmäßige Veranstaltungen
Seit 1964 besteht in Langenbrombach eine Blaskapelle. Regional ist Langenbrombach aufgrund der Kerb bekannt, die durch den Kerbbuwe Langenbromisch e. V. veranstaltet wird.

### Gastronomie und Tourismus
In Langenbrombach besteht in der Ortsmitte das Gasthaus Zum Löwen. Daneben gibt es mehrere Reithöfe, Pensionen und zwei Metzgereien.

### Naturdenkmale
Am nördlichen Ortsrand befindet sich die „Eiche in Langenbrombach“, eine große Stieleiche, welche als Naturdenkmal geschützt ist.

## Verkehr
Durch Langenbrombach führt auf der nördlichen Breuberger Seite mit einer etwa drei Kilometer langen Ortsdurchfahrt die Landesstraße L 3414, die von Zell im Odenwald kommend, im Talgrund des Brombachs hinaufführt zur Spreng, dem Übergang von der Mümling ins Gersprenztal, wo sie in die als Nibelungenstraße bekannte Bundesstraße 47 einmündet. Innerörtlich zweigt nach Norden die Kreisstraße K 86 zu dem nahe gelegenen Kirchbrombach ab, dem Hauptort von Brombachtal. Ebenfalls innerörtlich zweigt in südliche Richtung die K 89 nach Rehbach ab.
Im öffentlichen Personennahverkehr wird Langenbrombach durch die Buslinien 34 und 35 erschlossen, das Unterdorf wird auch durch die Linie 36 angebunden. Die nächsten Bahnhöfe zum Anschluss an die Odenwaldbahn befinden sich in Zell im Odenwald, Bad König und Michelstadt.

## Trivia
Trotz der historischen Unterteilung in Breuberger Seits und Fürstenauer Seits spielt dies heute im Alltag keine Rolle mehr. Stattdessen wird der Ort oftmals zwischen dem Oberdorf mit der zentralen Oberdörfer Straße und dem Unterdorf mit der zentralen Zeller Straße unterschieden. Die Grenze bildet dabei die Kreuzung am Gasthaus Zum Löwen.